# Juan Teodoro de Baviera

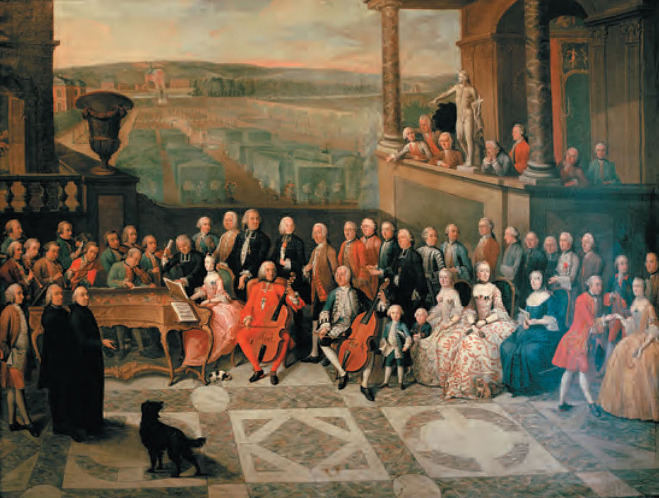
Juan Teodoro tocando el violonchelo en un concierto en su corte. (Es el personaje vestido de rojo en el centro del cuadro de Paul-Joseph Delcloche).

El príncipe Juan Teodoro de Baviera (Múnich, 3 de septiembre de 1703-Lieja, 27 de enero de 1763) fue un prelado católico alemán, hijo de Maximiliano II Manuel, elector de Baviera.

## Biografía
Fue uno de los hijos del matrimonio formado por Maximiliano II Manuel de Baviera y Teresa Cunegunda Sobieska, hija de Juan III de Polonia. Tuvo otros hermanos, fruto de este matrimonio:
- Un niño fallecido al poco de nacer (1695).
- María Ana Carolina (1696-1750), desde 1720 monja.
- Carlos Alberto (1697-1745), elector de Baviera, rey de Bohemia, y emperador del Sacro Imperio Romano Germánico. Casado en 1722 con María Amalia de Austria (1701-1756).
- Felipe Mauricio, elegido príncipe-obispo de Paderborn y de Münster tras su muerte.
- Fernando María Inocencio (1699-1738), general imperial.
- Clemente Augusto (1700-1761), gran maestre de la Orden Teutónica, príncipe-arzobispo de Colonia, obispo de Ratisbona, Paderborn, Osnabrück, Hildesheim y Münster.
- Guillermo (1701-1704).
- Alois Juan Adolfo (1702-1705).
- Maximiliano Manuel Tomás (1704-1709).

Además, tuvo tres medio hermanos fruto de un primer matrimonio de su padre con la archiduquesa María Antonia de Austria, hija de Leopoldo I del Sacro Imperio, que murieron en la infancia. Fueron los siguientes:
- Leopoldo Fernando (1689).
- Antonio (1690).
- José Fernando (1692-1699), heredero de Carlos II de España.

### Vida religiosa
Tras la muerte de su hermano Felipe Mauricio en marzo de 1719, fue destinado a seguir la carrera eclesiástica como el fallecido. Además, un hermano mayor de Juan Teodoro, Clemente Augusto, también había tomado esta carrera. Hizo estudios en las universidades de Ingolstadt y Siena
En junio de 1719, su padre consiguió que Juan Teodoro fuese elegido príncipe-obispo de Ratisbona por parte del cabildo de su catedral.
Participó en el pacto de familia firmado en 1724 por distintos soberanos de la casa de Wittelsbach y que se conoce bajo el nombre de Wittelsbacher Hausunion (en alemán, Unión de la Casa de Wittelsbach).
En 1727 sería elegido príncipe-obispo por el cabildo de la catedral de Frisinga.
Tres años después, fue ordenado sacerdote (8 de abril de 1730) y algunos meses después (1 de octubre de 1730) consagrado obispo por su hermano Clemente Augusto.
En 1732 fue el candidato propuesto por Luis XV para el gran maestrazgo de la Orden Teutónica, que finalmente ostentaría su hermano mayor, Clemente Augusto, arzobispo-elector de Colonia.
El papa Benedicto XIV lo nombró cardenal in pectore en el consistorio celebrado el 9 de septiembre de 1743. Este nombramiento sería hecho público el 17 de enero de 1746, y tres meses después, el 27 de abril de 1743 Benedicto XIV le asigno el título de San Lorenzo in Panisperna.
El 23 de enero de 1744 sería elegido príncipe-obispo de Lieja, conservando los de Ratrisbona y de Friesing.
Llevó una vida correspondiente a un príncipe secular, gustando de tocar el violonchelo y de cazar. Tuvo confesor al jesuita Jean-Baptiste de Marne.
Tras la muerte de su hermano Clemente Augusto en 1761 se pensó en que fuera su sucesor como arzobispo-elector de Colonia. Sin embargo Clemente XIII se opuso a este nombramiento por considerar que el estilo de vida de Juan Teodoro estaba muy alejado del de un prelado católico.
Murió el Lieja el 27 de enero de 1763.

### Individuales
1. ↑  «Marne». Biografía eclesiástica completa: vida de los personajes del Antiguo y Nuevo Testamento, de todos los santos que venera la Iglesia, papas y eclesiásticos célebres por su virtudes y talentos en órden alfabético 13. Eusebio Aguado. 1862. p. 209. Consultado el 23 de febrero de 2024.